# Liste der Stolpersteine im Komitat Hajdú-Bihar

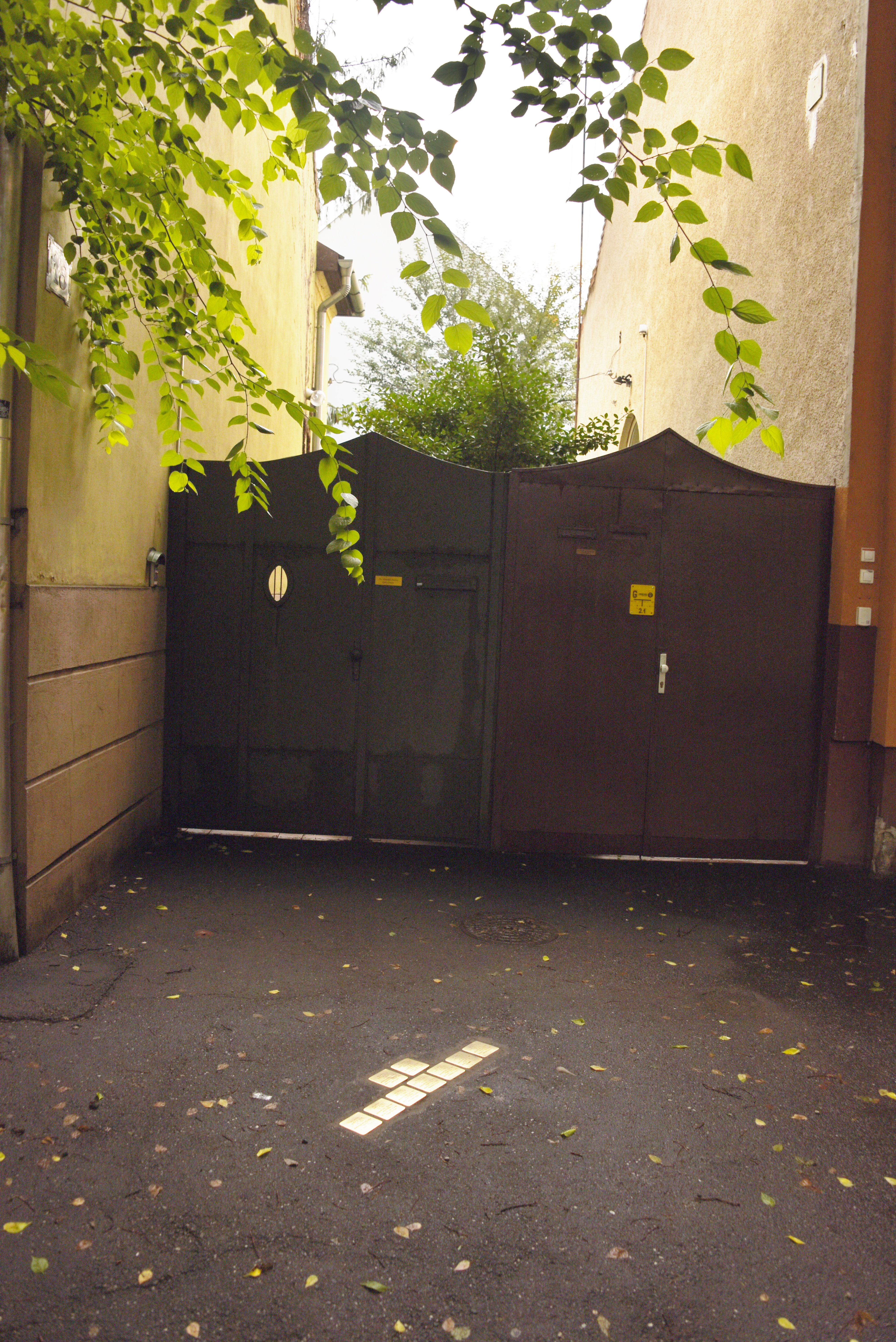
Stolpersteine für neun Mitglieder der Familie Précz in Debrecen

Die Liste der Stolpersteine im Komitat Hajdú-Bihar enthält die Stolpersteine, die im Komitat Hajdú-Bihar im Nordosten Ungarns verlegt wurden. Stolpersteine erinnern an das Schicksal der Menschen, welche von den Nationalsozialisten ermordet, deportiert, vertrieben oder in den Suizid getrieben wurden. Die Stolpersteine wurden von Gunter Demnig verlegt und liegen im Regelfall vor dem letzten selbstgewählten Wohnsitz des Opfers. Stolpersteine heißen auf Ungarisch Botlatókő. Die ersten Verlegungen in diesem Komitat fanden am 11. August 2016 in Debrecen statt.
Die ungarische Namensschreibung setzt den Familiennamen stets an die erste Stelle. Zudem besteht die Tradition, dass die Frauen mit Vor- und Zuname ihres Ehemannes bezeichnet werden – mit der zusätzlichen Endung -né nach dem Vornamen. Die Frau von Bónis Adolf ist also Bónis Adolfné. Auf den Stolpersteinen ist zumeist der Geburtsname der Frau in der Zeile darunter eingraviert.

## Verlegte Stolpersteine

### Debrecen
In Debrecen wurden folgende 28 Stolpersteine an zehn Adressen verlegt.
| Stolperstein | Übersetzung | Verlegeort           | Name, Leben                                                                                  |
| ------------ | --- | -------------------- | -------------------------------------------------------------------------------------------- |
|              | HIER WOHNTE JAKAB BÁRDOS JG. 1884 DEPORTIERT 1944 ERMORDET IN AUSCHWITZ                                                          | Hatvan utca 6 ·      | Jakab Bárdos                                                                                 |
|              | HIER WOHNTE JÓZSEF BERGER JG. 1883 DEPORTIERT 1944 ERMORDET IN AUSCHWITZ                                                         | Hatvan utca 21 ·     | József Berger                                                                                |
|              | HIER WOHNTE LEOPOLD DICKER JG. 1897 DEPORTIERT 1944 ERMORDET IN AUSCHWITZ                                                        | Hatvan utca 36 ·     | Leopold Dicker                                                                               |
|              | HIER WOHNTE DESZŐ FAHIDI JG. 1895 DEPORTIERT 1944 NACH AUSCHWITZ-BIRKENAU ERMORDET AM 1.7.1944                                   | Szoboszlói útca 27 · | Dezső Fahidi, seine Tochter Éva Fahidi überlebte das KZ, sie trat später als Zeitzeugin auf. |
|              | HIER WOHNTE DIE FRAU VON DESZŐ FAHIDI IRMA WEISZ JG. 1905 DEPORTIERT 1944 NACH AUSCHWITZ-BIRKENAU ERMORDET AM 1.7.1944           | Szoboszlói útca 27 · | Irma Fahidi geb. Weisz                                                                       |
|              | HIER WOHNTE GILIKE FAHIDI JG. 1933 DEPORTIERT 1944 NACH AUSCHWITZ-BIRKENAU ERMORDET AM 1.7.1944                                  | Szoboszlói útca 27 · | Gilike Fahidi                                                                                |
|              | HIER WOHNTE LAJOS FUCHS JG. 1914 DEPORTIERT 1944 NACH AUSCHWITZ-BIRKENAU ERMORDET AM 1.7.1944                                    | Blaháné utca 8       | Lajos Fuchs                                                                                  |
|              | HIER WOHNTE DIE FRAU VON LAJOS FUCHS ANNA BORBÁLA FAHIDI JG. 1914 DEPORTIERT 1944 NACH AUSCHWITZ-BIRKENAU ERMORDET AM 1.7.1944   | Blaháné utca 8       | Anna Fuchs geb. Fahidi                                                                       |
|              | HIER WOHNTE FERIKE FUCHS JG. 1944 DEPORTIERT 1944 NACH AUSCHWITZ-BIRKENAU ERMORDET AM 1.7.1944                                   | Blaháné utca 8       | Ferike Fuchs                                                                                 |
|              | HIER WOHNTE DIE FRAU VON SÁNDOR KOVÁCS ROSA SCHWARTZ JG. 1898 DEPORTIERT 1944 NACH AUSCHWITZ ERMORDET AM 30.6.1944               | Hatvan utca 16       | Rosa Kovács geb. Schwartz                                                                    |
|              | HIER WOHNTE ÁRPÁD PRÉCZ JG. 1928 DEPORTIERT 1944 NACH ÖSTERREICH ERMORDET AM 2. MAI 1945 IN PERSENBEUGEN                         | Thaly Kálmán utca 13 | Árpád Précz                                                                                  |
|              | HIER WOHNTE BELÁ PRÉCZ JG. 1929 DEPORTIERT 1944 NACH ÖSTERREICH ERMORDET AM 2. MAI 1945 IN PERSENBEUGEN                          | Thaly Kálmán utca 13 | Béla Précz                                                                                   |
|              | HIER WOHNTE BENŐ PRÉCZ JG. 1896 ZWANGSARBEIT STARB AN TYPHUS 1945 NACH DEM KRIEG IN SOPRON                                       | Thaly Kálmán utca 13 | Benő Précz                                                                                   |
|              | HIER WOHNTE DIE FRAU VON BENŐ PRÉCZ PAULA WEISZ JG. 1900 DEPORTIERT 1944 NACH ÖSTERREICH ERMORDET AM 2. MAI 1945 IN PERSENBEUGEN | Thaly Kálmán utca 13 | Paula Précz geb. Weisz                                                                       |
|              | HIER WOHNTE ERZSÉBET PRÉCZ JG. 1927 DEPORTIERT 1944 NACH ÖSTERREICH ERMORDET AM 2. MAI 1945 IN PERSENBEUGEN                      | Thaly Kálmán utca 13 | Erzsébet Précz                                                                               |
|              | HIER WOHNTE ÉVA PRÉCZ JG. 1925 DEPORTIERT 1944 NACH ÖSTERREICH ERMORDET AM 2. MAI 1945 IN PERSENBEUGEN                           | Thaly Kálmán utca 13 | Éva Précz                                                                                    |
|              | HIER WOHNTE GYÖRGY PRÉCZ JG. 1931 DEPORTIERT 1944 NACH ÖSTERREICH ERMORDET AM 2. MAI 1945 IN PERSENBEUGEN                        | Thaly Kálmán utca 13 | György Précz                                                                                 |
|              | HIER WOHNTE JENŐ PRÉCZ JG. 1919 ZWANGSARBEIT STARB AN DER OSTFRONT                                                               | Thaly Kálmán utca 13 | Jenő Précz                                                                                   |
|              | HIER WOHNTE LILI PRÉCZ JG. 1923 DEPORTIERT 1944 NACH ÖSTERREICH ERMORDET AM 2. MAI 1945 IN PERSENBEUGEN                          | Thaly Kálmán utca 13 | Lili Précz                                                                                   |
|              | HIER WOHNTE KÁLMÁN REICH JG. 1892 DEPORTIERT 1944 GESTORBEN IN ÖSTERREICH IN EINEM ARBEITSLAGER                                  | Pásti utca 2         | Kálmán Reich                                                                                 |
|              | HIER WOHNTE ARTHUR SCHÖN JG. 1879 DEPORTIERT 1944 NACH AUSCHWITZ-BIRKENAU ERMORDET 1.7.1944                                      | Szív utca 14         | Arthur Schön                                                                                 |
|              | HIER WOHNTE DIE FRAU VON ARTHUR SCHÖN TERÉZ ENGLÄNDER JG. 1892 DEPORTIERT 1944 NACH AUSCHWITZ-BIRKENAU ERMORDET 1.7.1944         | Szív utca 14         | Teréz Schön geb. Engländer                                                                   |
|              | HIER WOHNTE JÁNOS SCHÖN JG. 1918 ZWANGSARBEIT STARB IM FEBRUAR 1943 AN DER OSTFRONT                                              | Szív utca 14         | János Schön                                                                                  |
|              | HIER WOHNTE LÁSZLÓ SCHÖN JG. 1909 ZWANGSARBEIT STARB AM 1.1.1943 NAHE LISKI IN RUSSLAND                                          | Egymalom utca 4      | László Schön                                                                                 |
|              | HIER WOHNTE SÁNDOR SCHÖN JG. 1876 DEPORTIERT 1944 ERMORDET IN AUSCHWITZ                                                          | Egymalom utca 4      | Sándor Schön                                                                                 |
|              | HIER WOHNTE DIE FRAU VON SÁNDOR SCHÖN MARISKA SCHWARCZ JG. 1880 DEPORTIERT 1944 ERMORDET IN AUSCHWITZ                            | Egymalom utca 4      | Mariska Schön geb. Schwarcz                                                                  |
|              | HIER WOHNTE MÁRTON SCHWARTZ JG. 1870 DEPORTIERT 1944 NACH AUSCHWITZ ERMORDET AM 30.6.1944                                        | Hatvan utca 16       | Márton Schwartz                                                                              |
|              | HIER WOHNTE DIE FRAU VON MÁRTON SCHWARTZ IDA SPITZ JG. 1878 DEPORTIERT 1944 NACH AUSCHWITZ ERMORDET AM 30.6.1944                 | Hatvan utca 16       | Ida Schwartz geb. Spitz                                                                      |

### Hajdúszoboszló
In Hajdúszoboszló wurden vier Stolpersteine an einer Adresse verlegt, die Stolpersteine wurden kurz nach der Verlegung vom Bewohner des Hauses zerstört.
| Stolperstein | Übersetzung                                                                    | Verlegeort    | Name, Leben    |
| ------------ | ------------------------------------------------------------------------------ | ------------- | -------------- |
|              | HIER WOHNTE ANNA AUFFERBER JG. 1899 DEPORTIERT 1944 ERMORDET 1944 IN AUSCHWITZ | Rákóczi ú. 40 | Anna Aufferber |
|              | HIER WOHNTE BÉLA AUFFERBER JG. 1895 DEPORTIERT 1944 ERMORDET 1944 IN AUSCHWITZ | Rákóczi ú. 40 | Béla Aufferber |
|              | HIER WOHNTE HUGÓ AUFFERBER JG. 1901 DEPORTIERT 1944 ERMORDET 1944 IN AUSCHWITZ | Rákóczi ú. 40 | Hugó Aufferber |
|              | HIER WOHNTE IMRE AUFFERBER JG. 1906 ZWANGSARBEIT ERMORDET 1945 IN KŐSZEG       | Rákóczi ú. 40 | Imre Aufferber |

## Verlegedaten
Die Stolpersteine wurden von Gunter Demnig persönlich an folgenden Tagen verlegt:
- Debrecen: 11. August 2016
- Hajdúszoboszló: 12. September 2019